# إيفا فيتيتشكوفا
إيفا فيتيتشكوفا (بالتشيكية: Eva Vítečková) مواليد 26 يناير 1982 في جديار ناد سازافو، التشيك، هي لاعبة كرة سلة تشيكية. يبلغ طولها 6 قدم 3 بوصة (1.9 م). مثلت منتخب بلادها. شاركت في دورة الألعاب الأولمبية الصيفية سنة 2004. حققت المركز الثاني في بطولة كأس العالم لكرة السلة للسيدات 2010.

## سجل المنافسة
شاركت في المنافسات التالية:
- الألعاب الأولمبية الصيفية 2004
- الألعاب الأولمبية الصيفية 2008
- الألعاب الأولمبية الصيفية 2012
- كأس العالم لكرة السلة للسيدات 2014

## الميداليات
| الميدالية | المسابقة                                 |
| --------- | ---------------------------------------- |
| فضية      | بطولة كأس العالم لكرة السلة للسيدات 2010 |

## روابط خارجية
- إيفا فيتيتشكوفا على موقع الاتحاد الدولي لكرة السلة (الإنجليزية)
- إيفا فيتيتشكوفا على موقع كرة السلة الأوروبية.كوم (الإنجليزية)
- إيفا فيتيتشكوفا على موقع بروبوليرز (الإنجليزية)
- إيفا فيتيتشكوفا على موقع سبورتس رفرنس (الإنجليزية)
- إيفا فيتيتشكوفا على موقع أوليمبيديا (الإنجليزية)
- إيفا فيتيتشكوفا على موقع اللجنة الأولمبية التشيكية (التشيكية)